# (13935) 1989 EE
(13935) 1989 EE est un astéroïde de la ceinture principale d'astéroïdes découvert en 1989.

## Description
(13935) 1989 EE a été découvert le 4 mars 1989 à l'observatoire Palomar, situé au nord de San Diego en Californie, par Eleanor Francis Helin.

### Caractéristiques orbitales
L'orbite de cet astéroïde est caractérisée par un demi-grand axe de 3,14 UA, un périhélie de 2,27 UA, une excentricité de 0,28 et une inclinaison de 29,42° par rapport à l'écliptique. Du fait de ces caractéristiques, à savoir un demi-grand axe compris entre 2 et 3,2 UA et un périhélie supérieur à 1,666 UA, il est classé, selon la JPL Small-Body Database, comme objet de la ceinture principale d'astéroïdes.

### Caractéristiques physiques
(13935) 1989 EE a une magnitude absolue (H) de 13,7 et un albédo estimé à 0,037.